# Absirto
Absirto (fl. IV secolo) è stato veterinario di Prusa, o Nicomedia, in Bitinia, vissuto nel quarto secolo d.C..
Prese parte sotto l'imperatore Costantino alla campagna contro i Sarmati, tra il 332 e il 334 d.C.
Scrisse due libri di veterinaria poi molto usati e in parte tradotti nel nono libro della Mulomedicina di Claudio Ermerote.
| Controllo di autorità | VIAF (EN) 383149196274174790027 · BAV 495/9156 · GND (DE) 1129206149 |